# Бабич Геннадій Іванович
Геннадій Іванович Ба́бич (нар. 10 липня 1942, Баку — пом. 26 грудня 2002, Луганськ) — український художник; член Луганської організації Спілки художників України з 1993 року.

## Життєпис
Народився 10 липня 1942 року в місті Баку (нині Азербайджан). В 1972 році закінчив навчання в Харківському художньо-промисловому інституті, де навчався зокрема у Євгена Бикова, Євгена Єгорова, Олександра Хмельницького.
Протягом 1966–1967 і 1972–2002 років працював художником Луганського художньо-виробничого комбінату. Жив у Луганську, в будинку на вулиці 14-й лінії, № 18, квартира № 27 та в будинку на вулиці Забайкальській, № 22. Помер у Луганську 26 грудня 2002 року.

## Творчість
Працював в галузі живопису та монументально-декоративного мистецтва. Серед робіт:
живопис
- «Очікування» (1993);
- «Тиша» (1993);
- «Примарна мелодія» (1993);

монументальне мистецтво
- «Кроки Жовтня» (1984, мозаїка на заводі Якубовського у Луганську);
- «Медицина» (1992, рельєф з мозаїкою на фасаді Луганського медичного університету);

Брав участь у обласних, республіканських, всеукраїнських виставках з 1973 року.